# Vangueriopsis
Vangueriopsis é um género botânico pertencente à família Rubiaceae.